# 南钢街道
南钢街道是中华人民共和国江西省南昌市青山湖区下辖的一个乡镇级行政单位。

## 行政区划
南钢街道下辖以下地区：
祥和社区、和睦社区、安平社区、乐安社区和家园社区。
南钢街道下辖：
和睦社区、安平社区、乐安社区、家园社区、祥和社区。